# La Pissa
Pelvós o La Pissa (en francès Pelvoux) és un antic municipi francès, situat al departament dels Alts Alps i a la regió de Provença – Alps – Costa Blava. Des del 1er de gener de 2017, es municipi delegat del municipi nou de Vauloïsa (Vieló ?) e Pelvós (La Pissa ?) amb Vauloïsa; la capital és Sant Antòni, en l'antic municipi de La Pissa.

## Demografia
| 1856                                       | 1962 | 1968 | 1975 | 1982 | 1990 | 1999 | 2006 | 2014 |
| ------------------------------------------ | ---- | ---- | ---- | ---- | ---- | ---- | ---- | ---- |
| 907                                        | 307  | 310  | 312  | 348  | 335  | 404  | 439  | 477  |
| Des de 1962: població sense dobles comptes |      |      |      |      |      |      |      |      |

## Administració
| Període               | Identitat       | Partit |
| --------------------- | --------------- | ------ |
| 2001-2008             | Pierre Chamagne |        |
| 2008-desembre de 2016 | Gérard Sémiond  |        |